# يوهان غوتفريد تسيلر
يوهان غوتفريد زيلر (بالألمانية: Johann Gottfried Zeller)‏ هو طبيب ألماني، ولد في 5 يناير 1656 في Lienzingen ‏ في ألمانيا، وتوفي في 7 أبريل 1734 في توبينغن في ألمانيا.